# Anouk Rijff
Anouk Rijff (Tiel, 6 april 1996) is een Nederlandse voormalige profwielrenner. Ze reed twee jaar bij Lotto Soudal Ladies en stond in 2017 onder contract van de Belgische wielerploeg Lensworld-Kuota. Ze kwam dat jaar niet in actie door een chronisch vitaminetekort, waardoor ze ook haar carrière moest beëindigen in oktober 2017.
Rijff werd in 2014 Nederlands kampioen bij de juniorvrouwen. en nam in 2015 deel aan de Route de France Féminin. Ze stond enkele dagen aan de leiding van het jongerenklassement bij de elite vrouwen in deze wedstrijd. In 2016 behaalde zij een 5e plaats in Dwars door Vlaanderen en een 5e plaats in Grand Prix de Dottignies, werd zij 3e in de 7-Dorpenomloop Aalburg (Marianne Vos-Classic) en reed zij een 10e plaats in een zware 2016-editie van de Omloop van Borsele.